# Chicago Pacific Corporation
Die Chicago Pacific Corporation (CPC) war ein amerikanisches Holding-Unternehmen, das aus den Resten der Bahngesellschaft Chicago, Rock Island and Pacific Railroad entstand.
Am 17. März 1975 musste die Chicago, Rock Island and Pacific Railroad Konkurs anmelden und am 25. Januar 1980 ordnete der Konkursverwalter schließlich die Liquidation des Unternehmens an, da ein Weiterbetrieb der Eisenbahn unwirtschaftlich war und sich auch kein Käufer für die marode Gesellschaft fand. Soweit möglich wurde das dem Bahnverkehr dienende Vermögen (Bahnanlagen, Rollmaterial) verkauft.
Die Liquidation der Bahngesellschaft wurde am 1. Juni 1984 abgeschlossen und aus den vorhandenen Resten (vor allem Grundbesitz und Finanzvermögen) wurde unter Führung des Mehrheitsaktionärs Lester Crown (Henry Crown and Company) die Chicago Pacific Corporation gebildet. Das Unternehmen besaß allein aus den Verkäufen ein liquides Kapital von rund 330 Millionen US-Dollar. Als Präsident und CEO wurde der frühere Unternehmensberater von Arthur Andersen & Co. Harvey Kapnick benannt.
Es wurden zwei Geschäftsstrategien ins Auge gefasst, um die liquiden Mittel wirtschaftlich einzusetzen. Die erste Strategie beruhte darauf, ein Großunternehmen zu erwerben und durch anschließendem Verkauf von Tochterunternehmen dann die gewünschte Unternehmensgröße zu erreichen. Die zweite Strategie war der Erwerb mehrerer kleinerer Unternehmen im Bereich der Haushaltsgeräte und -waren und der Bildung eines Konzern.
Gemäß der ersten Geschäftsstrategie unternahm die Chicago Pacific Corporation im Oktober 1984 den Versuch der feindlichen Übernahme des Textron-Konzern. CPC bot 1,6 Milliarden Dollar. Das Übernahmeangebot scheiterte jedoch. Auch das dann folgende Angebot an Scovill Inc. (Reißverschlüsse, Kurzwaren) wurde abgelehnt.
Im November 1985 erwarb Chicago Pacific Corporation dann für 535 Millionen Dollar das Haushaltsgeräteunternehmen Hoover und im Juli 1986 Rowenta von Allegheny International und Rothmans Deutschland für 74 Millionen Dollar. Im August 1986 wurde das Möbelunternehmen „Furniture Group of America“ mit den Tochterunternehmen Pennsylvania House und Kittinger Furniture für 83,5 Millionen Dollar von General Mills Inc. erworben sowie im Dezember 1986 das Möbelunternehmen McGuire Furniture für 25 Millionen Dollar. Im folgenden Jahr wurden die Möbelunternehmen Gunlocke im September und Brown Jordan im November für 21 Millionen Dollar erworben. Im Januar 1988 kam noch der Möbelhersteller "Charter Group" dazu.
Im Laufe des Jahres 1988 verdichteten sich die Gerüchte, dass die Chicago Pacific Corporation selbst Ziel einer Übernahme sein könnte. Die Eigentümer versuchten deshalb den Börsenwert des Unternehmens entsprechend zu verbessern. Im Juli 1988 wurde deshalb Rowenta für 170 Millionen Dollar an die französische Groupe SEB verkauft. Gleichzeitig übernahm SEB Kredite in Höhe von 85 Millionen Dollar. Weiterhin wurden ein Aktiensplit und ein Aktienrückkaufprogramm durchgeführt. Die Dividende wurde um 350 % angehoben und es wurde angekündigt, einige Kredite zurückzukaufen.
Im Oktober 1988 akzeptierte Chicago Pacific den Erwerb des Unternehmens durch die fast gleich große Maytag Corporation für eine Milliarde US-Dollar. Maytag musste für den im Januar 1989 vollzogenen Erwerb 400 Millionen US-Dollar Kredit aufnehmen. Dazu kamen noch die Kredite von rund 750 Millionen Dollar von Chicago Pacific.
Im Juni 1989 wurden zur Finanzierung der Übernahme die sechs Möbelunternehmen an die Ladd Furniture Inc. für 213 Millionen Dollar verkauft.